# Homosexualität in Deutschland
Homosexualität in Deutschland war lange Zeit, besonders während der Zeit des Nationalsozialismus und in den ersten beiden Jahrzehnten nach Gründung der Bundesrepublik Deutschland, von der diskriminierenden Gesetzgebung und Strafverfolgung betroffen. Heute ist Homosexualität jedoch weitgehend akzeptiert, besonders in größeren Städten. Es existieren in Deutschland keine Gesetze mehr, die homosexuellen Geschlechtsverkehr bestrafen. Die Ehe steht in Deutschland seit dem 1. Oktober 2017 auch gleichgeschlechtlichen Paaren offen. Bis zu diesem Tag war es ihnen seit dem 1. August 2001 möglich, eine Eingetragene Lebenspartnerschaft einzugehen, die sich nur in wenigen Rechtsbereichen von der Ehe unterschied. Gleichgeschlechtliche Ehen, die im Ausland geschlossen wurden, werden als Ehen anerkannt.

## Geschichte
Die Verfolgung homosexueller Männer reicht im deutschsprachigen Raum bis zu den Anfängen des Christentums. Laut vereinzelt dokumentierter Fälle von „Sodomie“, „widernatürlicher Wollust“, „Knabenschänderei“ oder „Unzucht wider die Natur“ wurden immer wieder Männer verfolgt oder hingerichtet, die gleichgeschlechtlicher sexueller Handlungen verdächtigt oder überführt wurden.

### Deutsches Kaiserreich

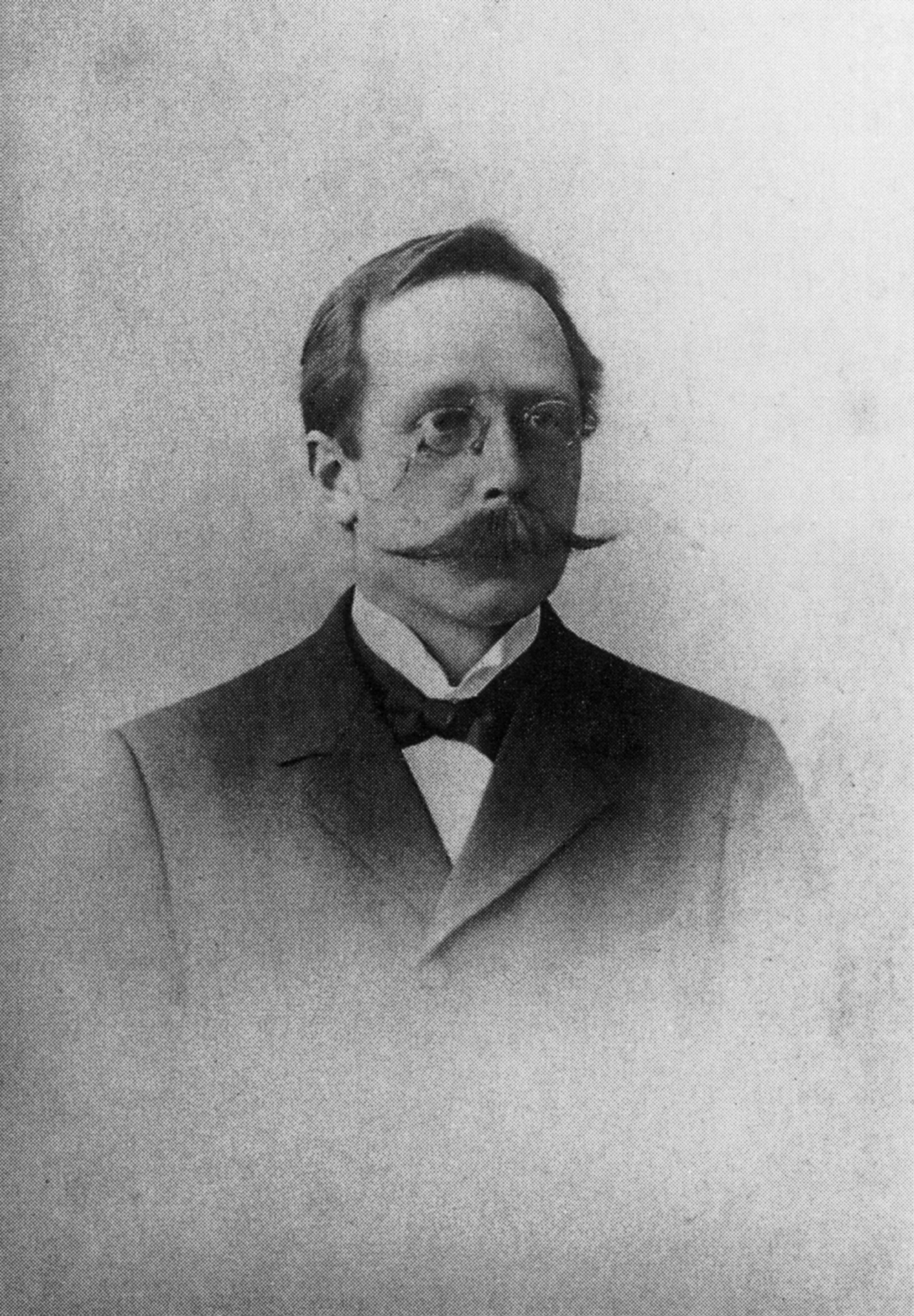
Eduard Oberg

Während des Deutschen Reiches war Homosexualität wegen der damals herrschenden Moralvorstellungen gesellschaftlich und politisch geächtet.
1869 erwähnte erstmals Karl Heinrich Ulrichs von der Polizei geführte „Urningslisten“ (Rosa Listen), in denen „fortlaufende Personalnotizen über mehr als 2.000 in Berlin wohnende Urninge“ aufgezeichnet seien.
Am 15. Mai 1871 wurde der § 175 eingeführt und damit sexuelle Handlungen zwischen Personen männlichen Geschlechts wieder im ganzen Kaiserreich unter Strafe gestellt.
Am 15. Mai 1897 gründeten Magnus Hirschfeld, Max Spohr, Eduard Oberg und Franz Joseph von Bülow das Wissenschaftlich-humanitäre Komitee. Es gilt als erste Organisation der Geschichte, die sich um eine liberalere Einstellung zur Homosexualität bemühte. Das Ziel des Komitees lag vor allem in der Beseitigung des § 175. Dabei arbeitete es eng mit dem 1919 ebenfalls von Hirschfeld eröffneten Institut für Sexualwissenschaft zusammen und übernahm zahlreiche dort entwickelte wissenschaftliche Theorien. Diese beschrieben Homosexuelle als ein biologisches drittes Geschlecht zwischen Mann und Frau. Homosexualität sollte nicht länger strafrechtlich verfolgt werden, da es sich um eine angeborene Eigenschaft handele. Hirschfeld gelang es durch eine 1899 durchgeführte Umfrage, Erkenntnisse vom tabuisierten Leiden der Homosexuellen zu erlangen, indem er Pfarrer nach ihren Seelsorge-Erfahrungen befragte. Es handelt sich um ein wichtiges sozialpsychologisches Zeitdokument.
1898 wies August Bebel, Vorsitzender der SPD und Unterzeichner der ersten Petition des Wissenschaftlich-humanitären Komitees, darauf hin, dass die Berliner Polizei Listen mit Namen von Homosexuellen führe, die später als Rosa Listen bezeichnet wurden.
In den Jahren 1907 bis 1909 kam es zu einer Reihe von Gerichtsverfahren wegen homosexuellen Verhaltens, wobei prominente Mitglieder des persönlichen Umfeldes von Kaiser Wilhelm II. betroffen waren. Die sogenannte Harden-Eulenburg-Affäre drehte sich zunächst lediglich um einen Streit zwischen Philipp zu Eulenburg und dem Journalisten Maximilian Harden, der sich jedoch ausdehnte und heute als der größte Skandal des zweiten deutschen Kaiserreichs gilt.

### Weimarer Republik
Am 26. Oktober 1921 wurde der Rechtsphilosoph und Rechtswissenschaftler Gustav Radbruch (SPD) Reichsjustizminister. Er war Unterzeichner der Petition zur Streichung des § 175 und war erfolglos bemüht, „einfache Homosexualität“ straffrei zu halten. Stattdessen wurde der Paragraph von der am 15. Januar 1925 gewählten konservativen Regierung verschärft, aber im Juni 1927 vom vierten Kabinett Marx’ wieder etwas entschärft. Mit knapper Mehrheit empfahl der Strafrechts-Ausschuss des Reichstages am 16. Oktober 1929 die Straffreiheit der „einfachen Homosexualität“ unter Erwachsenen. Aufgrund der Krisen der Weimarer Republik und der Stimmenzugewinne der Nationalsozialisten konnte dieser Beschluss jedoch nicht umgesetzt werden.

### Zeit des Nationalsozialismus

Rosa Winkel

Homosexuelle Männer wurden – zumeist nach Verbüßung einer Strafhaft aufgrund der 1935 verschärften §§ 175 und 175a RStGB – in Konzentrationslager verschleppt und nach Einführung der Winkel-Kennzeichnung mit dem Rosa Winkel markiert. Frühe Konzentrationslager benutzten andere Kennzeichnungen (z. B. Lichtenburg: „Wir hatten ein großes ‚A‘ am Bein“, so Kurt von Ruffin).
Lesbische Frauen wurden nicht wegen ihres Lesbischseins verfolgt, aber es wurden jüdische oder politisch missliebige (z. B. im kommunistischen Widerstand aktive) Lesben aus diesen Gründen ebenfalls verschleppt. Eine besondere Kennzeichnung von Lesben ist daher weder mit dem zeitweilig kolportierten „rosa Winkel“ mit Zusatzkennung „LL“ noch unter dem Vorwand einer Verfolgung als „Asoziale“ mit schwarzem Winkel nachweisbar. Der einzige Hinweis auf einen schwarzen Grundwinkel bei einer Lesbe in Ravensbrück (Mary Pünjer) betrifft eine Frau jüdischer Herkunft.
Ernst Röhm, homosexueller Führer der Sturmabteilung, wurde zunächst von Adolf Hitler geschützt. Hitler empfand ihn jedoch später als Bedrohung und ließ ihn während der Nacht der langen Messer töten. Schwule wurden von Hitler als „Volksfeinde“ denunziert. Er betrachtete Homosexualität als ein „entartetes“ Verhalten, das die Leistungsfähigkeit des Staates und den männlichen Charakter des deutschen Volkes bedrohe.
Der Paragraph 175 wurde 1935 durch die Ausweitung auf sämtliche „unzüchtigen“ Handlungen extrem verschärft. Das schloss nicht nur die bislang straffreie wechselseitige Onanie ein. Theoretisch sollte nun bereits das „bloße Anschauen des geliebten Objekts“ oder das „bloße Berühren“ dafür ausreichen, bestraft zu werden. Auch das bisher straffreie „Streicheln, Umarmen, Küssen u. dgl.“ wurde nun mit Gefängnis bedroht. Neu geschaffen wurde § 175a, der „schwere Fälle“ der Unzucht mit Zuchthausstrafen bis zu zehn Jahren bedrohte.
Am 10. Juni 1936 wurde die Reichszentrale zur Bekämpfung der Homosexualität und Abtreibung gegründet. Ihre Einrichtung war der Auftakt für die nach den Olympischen Spielen 1936 wieder verstärkt einsetzende Homosexuellenverfolgung. Die Aufgabe der Reichszentrale bestand vorrangig in der Sammlung von Daten über Homosexuelle. Die Rosa Liste enthielt schließlich Dateien von etwa 100.000 als homosexuell bestrafter oder verdächtiger Männer.
Homosexuelle Männer wurden in Zuchthäusern und Gefängnissen, aber auch in den Konzentrationslagern durch Folter und Misshandlung zu „freiwilligen“ Anträgen auf Kastration genötigt und kastriert.
Im Konzentrationslager Buchenwald führte der dänische SS-Arzt Carl Værnet 1944 Menschenversuche zur „Heilung“ durch. Er implantierte den Opfern künstliche Hormondrüsen in der Leistengegend, die durch die permanente Abgabe männlicher Hormone zu Heterosexualität führen sollten.

### Deutsche Demokratische Republik
Der seit der Reichsgründung geltende und von den Nazis erheblich verschärfte § 175 StGB („Unzucht zwischen Männern“) wurde 1957 in der DDR auf sexuelle Handlungen mit Jugendlichen unter 21 Jahren beschränkt. Der neue § 151 war somit nur ein Jugend-Schutzparagraph, der sich nicht gegen homosexuelle Handlungen an sich richtete. Dieses so genannte Schutzalter wurde 1968 auf 18 Jahre herabgesetzt. Damit war die DDR nach Polen, wo Homosexualität schon seit 1932 entkriminalisiert war, und der Tschechoslowakei, wo 1961 entsprechende Gesetze aufgehoben wurden, Vorreiter bei der Emanzipation homosexueller Bürger.
Durch das oberste Gericht wurde am 11. August 1987 ein Urteil wegen § 151 StGB-DDR kassiert. Das Gericht begründete dies damit, dass Homosexualität ebenso wie Heterosexualität eine Variante des Sexualverhaltens darstellt und homosexuelle Menschen daher nicht außerhalb der sozialistischen Gesellschaft stünden, die Bürgerrechte sind ihnen wie allen anderen Bürgern gewährleistet.
1989 strich die Volkskammer der DDR ihre gegen Homosexualität gerichtete Sondergesetzgebung (§ 151) ersatzlos, das Schutzalter lag somit wie bei Heterosexuellen bei 14 Jahren. Dieses Schutzalter war in den neuen Bundesländern bis zum 9. März 1994 rechtswirksam, zeitgleich existierte in den alten Bundesländern ein Schutzalter von 18 Jahren nach § 175.

### Bundesrepublik Deutschland

#### Vor der Wiedervereinigung
Seit Bestehen der Bundesrepublik waren homosexuelle Handlungen zunächst strafbar und wurden verfolgt. Die rechtliche Grundlage dazu war § 175 des Strafgesetzbuches. Einen frühen Höhepunkt der Verfolgung homosexueller Männer in der Bundesrepublik Deutschland markieren die Frankfurter Homosexuellenprozesse der Jahre 1950/51, die deutliche Kontinuitäten zur NS-Zeit aufweisen, aber auch unter den neuen Vorzeichen der Ära Adenauer stattfanden. Sie wurden maßgeblich vonseiten der Frankfurter Staatsanwaltschaft durch die Instrumentalisierung des Sexarbeiters Otto Blankenstein als Kronzeugen initiiert. Am 10. Mai 1957 entschied das Bundesverfassungsgericht: Gleichgeschlechtliche Betätigung verstößt eindeutig gegen das Sittengesetz. Deshalb könnten sich Homosexuelle nicht auf das durch das Grundgesetz garantierte Recht auf freie Entfaltung der Persönlichkeit berufen. Zudem sei § 175 des Strafgesetzbuches nicht in dem Maße nationalsozialistisch geprägtes Recht, dass ihm in einem freiheitlich demokratischen Staat die Geltung versagt werden müsse. Die Anwendung des § 175 in der Bundesrepublik erfolgte exzessiv. Es wurden über 50.000 Männer verurteilt und 100.000 Ermittlungsverfahren eingeleitet.
Im Rahmen der Reform des Strafrechts in der Großen Koalition wurde unter Federführung von Justizminister Gustav Heinemann (SPD) 1969 gleichgeschlechtlicher sexueller Verkehr bei einem Schutzalter von 21 Jahren entkriminalisiert: Seit 1969 war Homosexualität unter Erwachsenen in Westdeutschland damit straffrei. Im Rahmen der Reform des Sexualrechts in der sozialliberalen Koalition wurde 1973 das Schutzalter auf 18 Jahre reduziert. Der § 175 bezog sich seitdem nur noch auf Jugendliche. Auch nach der Legalisierung wurde jedoch die polizeiliche Sammlung der Daten von Homosexuellen in Rosa Listen zunächst fortgesetzt. Das Handbuch der Kriminalistik sah noch 1978 die Führung von Homosexuellenkarteien als notwendige Maßnahme zur Wahrnehmung der polizeilichen Sicherungsaufgaben an.
Ausgelöst durch Rosa von Praunheims Film Nicht der Homosexuelle ist pervers, sondern die Situation, in der er lebt formierte sich ab 1971 die moderne Lesben- und Schwulenbewegung in Deutschland. Viele neue Initiativen, Gruppen und Einrichtungen entstanden, die öffentlich wirkten, um mit dem Zeitalter des Versteckens zu brechen, und für ein freieres und gesellschaftlich akzeptiertes Leben für Homosexuelle zu kämpfen.

#### Nach der Wiedervereinigung
Der Deutsche Bundestag vereinheitlichte 1994 im Zuge der Rechtsangleichung nach der deutschen Wiedervereinigung durch Aufhebung des § 175 das Schutzalter für Homo- und Heterosexuelle gleichermaßen auf 14 bzw. 16 Jahre. Dadurch sank mit Wirkung zum 10. März 1994 das Schutzalter für Homosexuelle.
Ab dem Ende der 1990er Jahre wurde in Deutschland um die staatliche Anerkennung von gleichgeschlechtlichen Paaren gekämpft, die im Februar 2001 zur Verabschiedung des Lebenspartnerschaftsgesetzes führte. Seit Anfang der 2010er wurde darüber hinaus die Einführung der gleichgeschlechtlichen Ehe gefordert.
Am 27. Juni 2017 hob Bundeskanzlerin Angela Merkel für die Bundestagsabgeordneten von CDU und CSU die Fraktionsdisziplin für eine Abstimmung über die Freigabe der gleichgeschlechtlichen Ehe auf. Beim Abstimmungsverhalten handle es sich um eine Gewissensentscheidung der einzelnen Abgeordneten.
Am 30. Juni fand eine Abstimmung über die gleichgeschlechtliche Ehe im Bundestag statt. Das Gesetz wurde mit einer deutlichen Mehrheit von 393 zu 226 Stimmen verabschiedet; die Kanzlerin selbst stimmte dagegen. Am 7. Juli 2017 wurde die „Öffnung der Ehe“ auch im Bundesrat beschlossen. Am 21. Juli 2017 wurde das Gesetz von Bundespräsident Frank-Walter Steinmeier unterzeichnet.
Seit dem 1. Oktober 2017 können gleichgeschlechtliche Paare heiraten. Bis September 2017 eingegangene Lebenspartnerschaften können auf Antrag in Ehen umgewandelt werden. Am 6. März 2018 verzichtete Bayerns Staatsregierung auf eine Klage vor dem Bundesverfassungsgericht.

## Gesellschaftliche Situation
Eine Online-Umfrage der Agentur der Europäischen Union für Grundrechte ermittelte 2013 für Deutschland unter anderem folgende Zahlen: 46 % der befragten LGBT (von engl. lesbian, gay, bisexual, and transgender) fühlten sich in Deutschland im letzten Jahr diskriminiert, 68 % haben ihre sexuelle Identität oft oder immer während der Schulzeit versteckt. 6 % der LGBT wurden im letzten Jahr Opfer von physischer oder sexueller Gewalt. Von den Befragten gaben 4 % an, es sei „sehr verbreitet“, dass sich gleichgeschlechtliche Paare Händchen haltend in der deutschen Öffentlichkeit bewegen; mehr als die Hälfte gab an, dies aus Angst zu vermeiden.
Einer Meinungsumfrage der Angus Reid Global Monitor im Dezember 2006 zufolge befürworteten 52 Prozent der Deutschen eine europaweite gleichgeschlechtliche Ehe. Die Bundesrepublik befindet sich damit in der Europäischen Union an siebter Stelle und liegt über dem Durchschnitt von 44 Prozent. Jedoch kommt es immer wieder zu gewalttätigen Übergriffen auf Homosexuelle.
Speziell hierfür wurde in Berlin das Schwule Überfalltelefon eingerichtet, das von Maneo, einem Zusatzprojekt des Informations- und Beratungsladens Mann-O-Meter, betreut wird. Maneo leistet neben der Hilfe und Beratung für Opfer antischwuler Gewalt unter anderem auch Anti-Gewalt-Trainings in Zusammenarbeit mit der Berliner Polizei. Nach einer Meinungsumfrage von Emnid im September 2007 können sich 79 Prozent einen homosexuellen Bundeskanzler vorstellen.
Anfang 2017 wurden die Ergebnisse einer Studie der Antidiskriminierungsstelle des Bundes (ADS) aus dem Jahr 2016 bekannt. Demnach sind 95 Prozent der Befragten der Meinung, dass es gut ist, Homosexuelle gesetzlich vor Diskriminierung zu schützen. 80,6 Prozent sind außerdem der Meinung, dass Lesben und Schwule auch heute noch unter Herabwürdigung und Ungleichbehandlung zu leiden haben.

## Politik und Recht

### Blutspendeverbot
Mit der Ausbreitung der Immunschwächekrankheit AIDS in den 1980er Jahren wurde für bi- und homosexuelle Männer ein generelles Blutspendeverbot eingeführt.
Ab 2017 durften Bi- und Homosexuelle nach den Richtlinien der Bundesärztekammer Blut spenden, sofern sie im Zeitraum bis zu einem Jahr zuvor keinen Sex mit einem anderen Mann hatten. Diese Richtlinie wurde, wie auch das generelle Blutspendeverbot zuvor, kontrovers diskutiert. Die Bundesärztekammer gab an, dass Schwule ein erhöhtes HIV-Infektionsrisiko hätten. Die Deutsche Aidshilfe kritisierte die Richtlinie als diskriminierend und nicht mehr zeitgemäß, da sexuelles Risikoverhalten lediglich für homosexuelle und nicht für heterosexuelle Menschen definiert wurde, die Infektionszahlen unter Homosexuellen seit Jahren kontinuierlich zurückgingen und ergriffene Maßnahmen, die eine Übertragung verhindern würden, nicht berücksichtigt seien.
Nach Beratungen zwischen der Bundesärztekammer, dem Robert-Koch-Institut und dem Paul-Ehrlich-Institut gilt seit Herbst 2021 eine Regelung, nach der jede Person zur Blutspende zugelassen werden soll, die unabhängig des Geschlechts seit mindestens vier Monaten ausschließlich Sex mit demselben Menschen hat. 2023 wurde die 4 Monatsfrist aufgehoben.

### Adoptionsrecht
Homosexuellen Paaren in eingetragener Lebenspartnerschaft war es bis Oktober 2017 nicht erlaubt, gemeinsam Kinder zu adoptieren; die Stiefkindadoption ist gesetzlich ermöglicht. Im Februar 2013 entschied das Bundesverfassungsgericht, dass das Verbot der sukzessiven Zweitadoption verfassungswidrig ist (siehe Regenbogenfamilien). Dem Bundesverfassungsgericht lagen Verfahren zur Prüfung des Verbots der gemeinsamen Adoption durch Lebenspartner vor. Mit der Ehe für alle, die ab dem 1. Oktober 2017 möglich ist, ist gleichgeschlechtlichen, verheirateten Paaren die gemeinschaftliche Adoption nichtleiblicher Kinder erlaubt.

### Vormundschaft
Nach einem Urteil des Amtsgerichts München sind miteinander verpartnerte homosexuelle Paare seit dem 5. August 2016 berechtigt, als Pflegeeltern die Vormundschaft für Kinder und Jugendliche auch gemeinsam auszuüben; bis zu diesem Zeitpunkt hatte eine gesetzliche Regelungslücke bestanden und dies verhindert.

### Antidiskriminierungsgesetz
Als Vertragspartei des Amsterdamer Vertrags wurde Deutschland verpflichtet, seine Gesetzgebung bezüglich Diskriminierung in Bereichen wie der sexuellen Identität in Beschäftigung und Beruf zu revidieren. Dies wurde in der EU-Richtlinie 2000/78 von Dezember 2000 festgelegt, die bis Dezember 2003 umgesetzt werden musste. Aufgrund von Uneinigkeit in der damaligen Regierungskoalition sowie Lobbyarbeit seitens der Wirtschaftsverbände und der Kirchen wurde ein Gesetzentwurf erst zum Jahreswechsel 2004/2005 vorgelegt und im Frühjahr 2005 vom Bundestag verabschiedet. Der Bundesrat rief dazu den Vermittlungsausschuss an, der aufgrund der vorgezogenen Wahlen 2005 den Entwurf nicht behandelte. Erst am 18. August 2006 erfüllte Deutschland diese EU-Vorgabe, mit dem Allgemeinen Gleichbehandlungsgesetz, das gegenüber dem rot-grünen Entwurf geringfügige Änderungen aufwies. Das Gesetz geht über die EU-Vorgaben hinaus, da es Diskriminierung nicht nur im Arbeitsrecht, sondern auch in Zivilrecht verbietet. Andererseits existieren Zweifel, ob das Gesetz in anderen Bereichen die EU-Vorgaben überhaupt erfüllt, z. B. dadurch, dass der Kündigungsschutz nicht durch das AGG, sondern durch das Kündigungsschutzgesetz geregelt wird.
Einige Bundesländer haben schon länger eine Antidiskriminierungsgesetzgebung, z. T. sogar in ihren Landesverfassungen festgeschrieben: so Berlin (seit 1995), Brandenburg (seit 1992) und Thüringen (seit 1993). In Sachsen-Anhalt wurde Diskriminierung aufgrund der sexuellen Identität im öffentlichen Dienst 1997 verboten.

### Bundeswehr

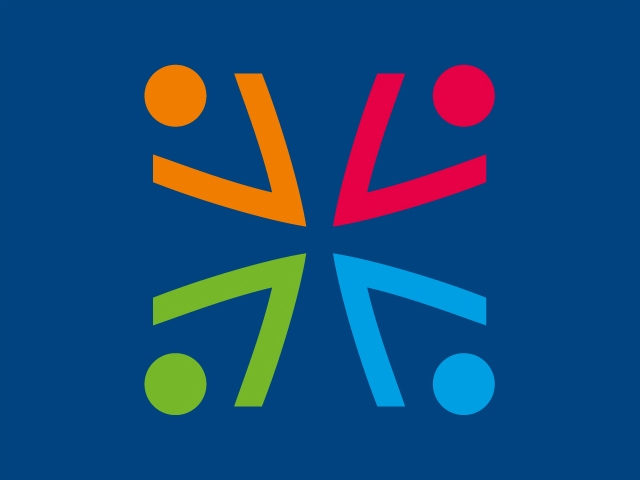
Logos des Stabselements Chancengerechtigkeit, Vielfalt und Inklusion der Bundeswehr

Homosexuelle Soldaten sind rechtlich in der Bundeswehr gleichgestellt. Das Soldatinnen- und Soldaten-Gleichbehandlungsgesetz (SoldGG) zielt darauf ab, Benachteiligungen unter anderem aus Gründen der sexuellen Identität für den Dienst als Soldat zu verhindern oder zu beseitigen.

### Parteien und Politiker

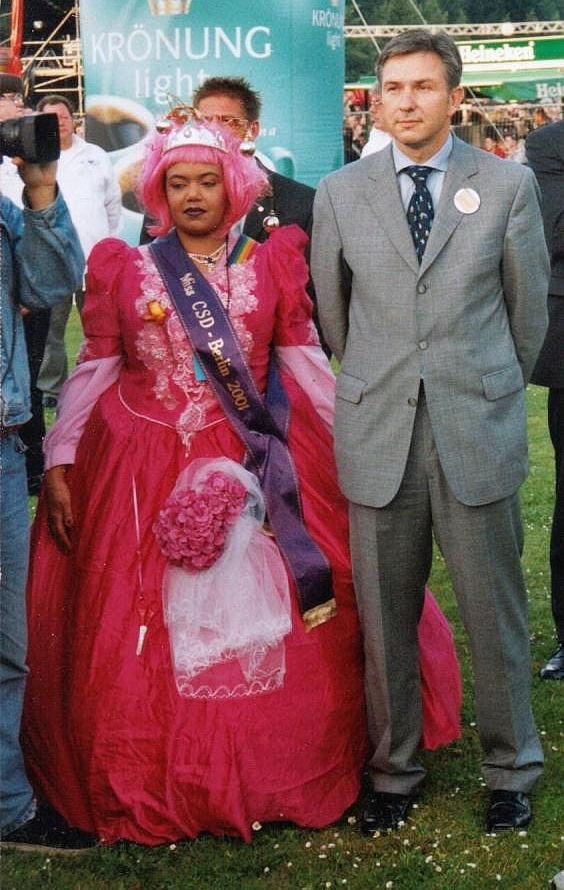
Klaus Wowereit auf dem Berliner Christopher Street Day 2001

Die Parteien haben verschiedene Ansichten bezüglich der Rechte von Lesben, Schwulen, Bisexuellen, Trans- und Intersexuellen und deren weiterer Entwicklung. Von konservativer und rechter Seite gibt es nach wie vor Vorbehalte gegen die 2017 eingeführte gleichgeschlechtliche Ehe sowie Homosexuelle, Bisexuelle, Trans- und Intersexuelle gesetzlich vor Diskriminierung zu schützen. Während von Parteien des links-liberalen Spektrums eine weitere Liberalisierung unterstützt und vorangetrieben wird, insbesondere durch SPD, Bündnis 90/Die Grünen, FDP und Die Linke, wird dies von Parteien des rechten politischen Spektrums gegenteilig betrachtet.
Die AfD beispielsweise ist offen homophob und setzt sich für die Abschaffung der gleichgeschlechtlichen Ehe ein. Von der CDU wird der derzeitige Status derzeit anerkannt, allerdings gibt es Spannungen zwischen Konservativen und Moderaten innerhalb der Partei, so lehnt beispielsweise die CDU-Politikerin Annegret Kramp-Karrenbauer die gleichgeschlechtliche Ehe ab.
Die im Bundestag vertretenen Parteien verfügen jeweils über Organisationen, in denen sich Lesben, Schwule, Bisexuelle, Trans- und Intersexuelle organisieren können.
Die Schwusos sind der 1978 gegründete Arbeitskreis von sozialdemokratisch orientierten Schwulen und Lesben, die sich in der SPD organisiert haben. Entsprechend existiert bei CDU und CSU die Organisation Lesben und Schwule in der Union. In der FDP organisieren sich die Liberalen Schwulen und Lesben. Bei den Grünen werden Lesben- und Schwulenpolitik in Landes- und Bundesarbeitsgemeinschaften koordiniert, ähnlich wie bei anderen Politikbereichen wie Verkehrs- oder Innen- und Rechtspolitik, als offizielle Parteiorgane.
Bei der Kommunalwahl 1996 erreichte die Rosa Liste München 1,8 Prozent der Stimmen und einen Sitz im Münchener Stadtrat. Damit war sie europaweit die erste schwul-lesbische Wählergruppe, die in ein Kommunalparlament einzog. Dort bildet sie zusammen mit den Vertretern der Grünen eine gemeinsame Fraktion.
Zu den bekanntesten offen homosexuell lebenden Politikern gehören Klaus Wowereit (SPD), der ehemalige Regierende Bürgermeister von Berlin, der vor allem durch sein öffentliches Coming-out vor den Wahlen mit den Worten „Ich bin schwul, und das ist auch gut so“ Schlagzeilen machte, Volker Beck, Mitglied des Deutschen Bundestags aus Köln, Guido Westerwelle (1961–2016), ehemaliger Außenminister der Bundesrepublik Deutschland, Barbara Hendricks, ehemalige Umweltministerin der Bundesrepublik Deutschland, und Jens Spahn, ehemaliger Gesundheitsminister der Bundesrepublik Deutschland. Der Erste Bürgermeister der Freien und Hansestadt Hamburg, Ole von Beust (CDU), leugnete 2003 seine Homosexualität nach einem angeblichen Erpressungsversuch des damaligen Zweiten Bürgermeisters Ronald Schill nicht.
Grundsätzlich ist die sexuelle Orientierung von Politikern nur noch von geringem öffentlichen Interesse, da Homosexualität überwiegend akzeptiert wird. Sensationsschlagzeilen und ungewollte Outings stellen teilweise eine größere Rufschädigung für Journalisten und Presse dar als für die betroffenen Persönlichkeiten.

### Entschädigung der Opfer des Nationalsozialismus
Homosexuelle Opfer des Nationalsozialismus waren lange Zeit weitgehend aus dem öffentlichen Gedenken und der Entschädigung von NS-Unrecht ausgegrenzt. Ein Umdenken in der Erinnerungspolitik setzte erst 1985 mit der Rede des Bundespräsidenten Richard von Weizsäcker zum 40. Jahrestag der Befreiung ein, in der erstmals auch die bislang verschwiegenen Verfolgtengruppen in das Gedenken einbezogen wurden. Jedoch erst 2002, unter Rot-Grün, konnte die gesetzliche Rehabilitierung der Opfer des Homosexuellen-Paragraphen 175 aus der NS-Zeit durchgesetzt werden. Kurz zuvor waren die Homosexuellen aus den Regelungen des NS-Unrechtsaufhebungsgesetzes von Union und FDP ausgeschlossen worden.
Die Initiative „Der homosexuellen NS-Opfer gedenken“ und der Lesben- und Schwulenverband in Deutschland setzten sich daher gemeinsam für ein Denkmal für die im Nationalsozialismus verfolgten Homosexuellen ein.
Dessen Umsetzung wurde am 12. Dezember 2003 vom Deutschen Bundestag beschlossen und sorgte bald für einige Kontroversen, da Lesben nicht bei der Umsetzung berücksichtigt wurden. Am 27. Mai 2008 erfolgte die Einweihung des Denkmals für die im Nationalsozialismus verfolgten Homosexuellen in Berlin. Das Mahnmal für die schwulen und lesbischen Opfer des Nationalsozialismus in Köln erinnert seit 1995 an prominenter Stelle im Stadtbild von Köln, am Rheinufer an der Hohenzollernbrücke, hauptsächlich an die damalige Homosexuellenverfolgung. Bereits seit 1994 gibt es in Frankfurt am Main den Frankfurter Engel als diesem Thema gewidmetes Mahnmal. Bis dahin gab es im deutschsprachigen Raum ausschließlich Gedenktafeln.

### „Konversionstherapie“
Im Dezember 2019 beschloss das Bundeskabinett ein strikteres Verbot so genannter Konversionstherapien (fälschlich „Homo-Heilungen“ genannt) bei Minderjährigen. Das Verbot soll strafrechtlich abgesichert werden und auch das Anbieten, Vermitteln und Bewerben solcher Behandlungen unterbinden.
Am 12. Juni 2020 wurde das Gesetz zum Schutz vor Konversionsbehandlungen erlassen. Es verbietet Konversionstherapien bei Minderjährigen bis 18 Jahre und beinhaltet ein Werbeverbot. Es schützt auch Erwachsene, insofern als auch bei ihnen Konversionstherapien verboten sind, wenn ihre Einwilligung aufgrund eines Willensmangels zustande gekommen ist (§ 2 Abs. 2 des Gesetzes).

## Christliche Glaubensgemeinschaften
Während Homosexualität in vielen politischen und gesellschaftlichen Kreisen akzeptiert wird, sehen verschiedene Glaubensgemeinschaften praktizierte Homosexualität als Sünde an, deren offenes Ausleben z. B. den Zugang zu Ämtern und Sakramenten verhindert (wie ein öffentliches Festhalten an jeder anderen Sünde auch). Begründet wird das mit Aussagen der Bibel, die nach traditioneller Auslegung homosexuelle Aktivitäten verbietet.
Die meisten römisch-katholischen Bistümer in Deutschland richten sich bezüglich Homosexualität bei Priesteranwärtern nach der Instruktion von 2005 des Vatikans. Danach sind Kandidaten nicht für das Priesteramt zuzulassen, „die Homosexualität praktizieren, tiefsitzende homosexuelle Tendenzen haben oder eine sogenannte homosexuelle Kultur unterstützen“. Kein Grund zum Ausschluss sind vorübergehende homosexuelle Tendenzen. Die Deutsche Bischofskonferenz befürwortete diese Instruktion ausdrücklich und erklärte, dass sie der bisherigen Praxis entspreche.
Im Gegensatz dazu haben homosexuelle Geistliche in der altkatholischen Kirche, in der Metropolitan Community Church und in der Evangelischen Kirche in Deutschland keine Sanktionen zu befürchten. Homosexualität ist kein Amtshindernis. Daher steht ihnen eine standesamtlich Gleichgeschlechtliche Ehe offen. In 19 von 20 Landeskirchen der EKD (Stand: 2020) und in der altkatholischen Kirche sind Segnungs- oder Trauungsgottesdienste für gleichgeschlechtliche Paare erlaubt. Auch in der Metropolitan Community Church ist die Trauung gleichgeschlechtlicher Paare möglich.
In den 15 Landeskirchen Evangelische Kirche Berlin-Brandenburg-schlesische Oberlausitz, Evangelische Kirche im Rheinland, Evangelische Landeskirche in Baden , Evangelisch-Lutherische Kirche in Oldenburg, Reformierte Kirche in Deutschland, Evangelische Kirche von Kurhessen-Waldeck, Evangelische Kirche in Hessen und Nassau, Evangelisch-lutherische Landeskirche Hannovers, Evangelische Kirche der Pfalz, Lippische Landeskirche, Nordkirche, Bremische Evangelische Kirche, Evangelisch-Lutherische Landeskirche in Braunschweig, Evangelische Kirche von Westfalen und Evangelische Kirche in Mitteldeutschland wurde zwischen 2016 und 2021 die Trauung gleichgeschlechtlicher Paare kirchenrechtlich erlaubt.
Seit Dezember 2023 sind mit dem Schreiben Flehendes Vertrauen durch das Dikasterium für die Glaubenslehre öffentliche Segnungsfeiern für homosexuelle Paare in der Römisch-katholischen Kirche erlaubt.

## Lesben- und Schwulenbewegung
Im Rahmen der Lesben- und Schwulenbewegung entwickelten sich in Deutschland zahlreiche Verbände mit dem Ziel, die Gleichbehandlung sexueller Minderheiten weiter voranzutreiben. Speziell für die Schwulenbewegung in Köln fungiert das Centrum Schwule Geschichte als Archiv und Forschungsstätte.

### Ziele
Auch heute engagieren sich noch zahlreiche Organisationen und Politiker für den weiteren Ausbau der Rechte homosexueller Menschen.  Die Verbände befürworten eine Verbesserung der Antidiskriminierungsmaßnahmen, z. B. ein Verbandsklagerecht statt nur eines Verbandsbeistandsrechts im Allgemeinen Gleichbehandlungsgesetz, die Reform des Artikel 3 Grundgesetz und weitere Verbesserungen im Diskriminierungsschutz, wie sie in anderen europäischen und nordamerikanischen Ländern bestehen. Gefordert wird auch ein gesetzliches Verbot von Reparativtherapien.
Ebenfalls ein Problem für die Gleichbehandlung ist die vorherrschende Stellung von Kirchen und kirchlichen Trägern in vielen sozialen Berufen als Arbeitgeber, da diese Beschäftigungsverhältnisse über großzügige Ausnahmen im Arbeitsrecht verfügen, und dadurch verheiratete lesbische und schwule Arbeitnehmer nicht geschützt sind. (Die Problematik ist hier schärfer bei der römisch-katholischen Kirche anzutreffen.) Ebenso setzen sich die Verbände für eine weltweite Entkriminalisierung von Strafrechtsbestimmungen ein, die noch in rund 70 Schwellen- und Drittweltstaaten weltweit bestehen.

### Vereine und Organisationen
Die Homosexuelle Aktion Westberlin (HAW) war mit ihrer Gründung am 15. August 1971 die erste Organisation der neueren deutschen Schwulenbewegung. Sie engagierte sich besonders für die ersatzlose Streichung des § 175 StGB. Anlass der Gründung war die Aufführung des Filmes Nicht der Homosexuelle ist pervers, sondern die Situation, in der er lebt von Rosa von Praunheim. Durch den als Tuntenstreit bezeichneten Konflikt im Jahr 1973, bei dem der Auftritt französischer und italienischer Teilnehmer in Frauenkleidung auf der Abschlussdiskussion des Pfingsttreffens kontrovers diskutiert wurde, spaltete sich die Organisation in einen integrationistischen Flügel aus orthodoxen Marxisten und die radikale Fraktion der Feministen.
1974 folgte der HAW die ebenfalls in West-Berlin gegründete Allgemeine Homosexuelle Arbeitsgemeinschaft. Sie wurde als Gegenpol zur eher links-politisch und sozialistisch orientierten HAW gegründet und ist heute der am längsten bestehende Verein der neuen Schwulenbewegung.
Die Homosexuelle Selbsthilfe wurde 1980 gegründet und ist ein nicht gemeinnütziger Verein, der nach den ersten zehn Jahren der politischen Schwulenbewegung in der Nachkriegszeit entstand.
Seit 1982 besteht der Lesbenring, um Lesben bundesweit zu vertreten und politische Forderungen besser durchsetzen zu können, sowie zur besseren Vernetzung von Lesben, auch außerhalb der Großstädte. Er unterstützt zudem das Lesben-Frühlings-Treffen, das seit 1974 jährlich stattfindet und das größte und bekannteste Treffen von Lesben in Deutschland darstellt.
Von dem 1979 in San Francisco gegründeten Internationalen Orden der Schwestern der Perpetuellen Indulgenz (International Order of The Sisters of Perpetual Indulgence), einer Organisation zur Unterstützung der AIDS-Prävention und der Förderung von HIV- und AIDS-Projekten, entstanden in den 1990er Jahren die Ordenshäuser in Deutschland (Erzmutterhaus Heidelberg 1991, von dort begründet: Berlin 1993, Hamburg 1996 und Köln 1997).
Zwischen 1986 und 1997 bestand der Bundesverband Homosexualität als Versuch einer Dachorganisation für Homosexuelle in Westdeutschland.
Der Lesben- und Schwulenverband in Deutschland ist mit fast 3.000 Einzelmitgliedern und 70 Mitgliedsorganisationen die größte Bürgerrechts- und Selbsthilfeorganisation von Lesben und Schwulen in Deutschland. Er ist mittlerweile in fast allen Bundesländern vertreten. Außerdem ist der Verband als Nichtregierungsorganisation mit offiziellem Beraterstatus bei den Vereinten Nationen anerkannt. Der Verband wurde am 18. Februar 1990 von ostdeutschen schwulen Bürgerrechtlern wie Eduard Stapel in Leipzig als „Schwulenverband in der DDR“ (SVD) gegründet. Während dieser Zeit entstand auch Das Jugendnetzwerk Lambda, das zunächst nur in Berlin und Brandenburg aktiv war und sich heute als bundesweiter Jugendverband für lesbische, schwule, bisexuelle und transgender-Jugendliche versteht.

### Spezifische Interessenvertretungen

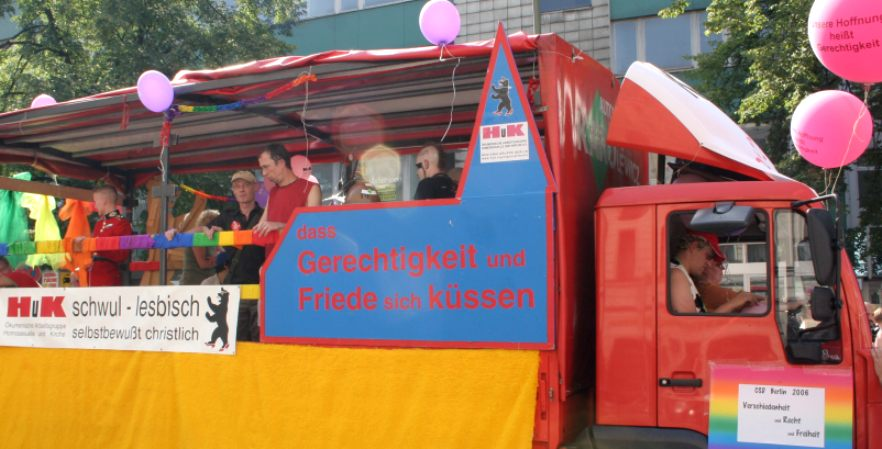
HUK auf dem CSD 2006 in Berlin

Da offen gelebte Homosexualität auch in Deutschland noch immer in verschiedensten Umfeldern Probleme bereiten kann, existieren heute viele Interessenvertretungen, besonders in unterschiedlichen beruflichen Sparten.
Bedeutender Vereine und Organisationen sind u. a.:
- Bund Lesbischer und Schwuler JournalistInnen: Berufsverband lesbischer Journalistinnen und schwuler Journalisten.
- Ökumenische Arbeitsgruppe Homosexuelle und Kirche (HUK): Selbsthilfegruppe lesbischer Christinnen und schwuler Christen.
- Keshet Deutschland: Dachverband der jüdischen LGBTQI*-Community in Deutschland.
- Verband lesbischer und schwuler Polizeibediensteter: Überregionaler Dachverband für Lesben und Schwule in der Polizei.
- Völklinger Kreis: Berufsverband für schwule Manager, Unternehmer und Freiberufler.
- Fachverband Homosexualität und Geschichte
- Bundesverband der Eltern, Freunde und Angehörigen von Homosexuellen
- Bundesstiftung Magnus Hirschfeld

### Bekannte Aktivisten

#### Wissenschaft
Rolf Gindorf ist neben Magnus Hirschfeld, Martin Dannecker und Hans Giese einer der bedeutendsten deutschen Sexualwissenschaftler mit dem Schwerpunkt Homosexualität. Im Jahr 2004 erhielt er die Magnus-Hirschfeld-Medaille für besondere Verdienste um die Sexualreform. Bekannt wurde er auch durch die von einem Heiratswunsch motivierte Klage, die er mit seinem Lebenspartner Wolfgang Gindorf vor dem Bundesverfassungsgericht einreichte und damit maßgeblich zur Einführung des Lebenspartnerschaftsgesetzes beitrug.

#### Soziologie
Rüdiger Lautmann war der erste Professor einer deutschen Hochschule, der sich mit der Untersuchung der Diskriminierung Homosexueller in Geschichte und Gegenwart befasste. Er schob damals die Entpathologisierung der Homosexualität in der Wissenschaft entscheidend an, da bis dato Homosexualität auch in der deutschen Soziologie ausschließlich pathologisiert worden war.

#### Politik

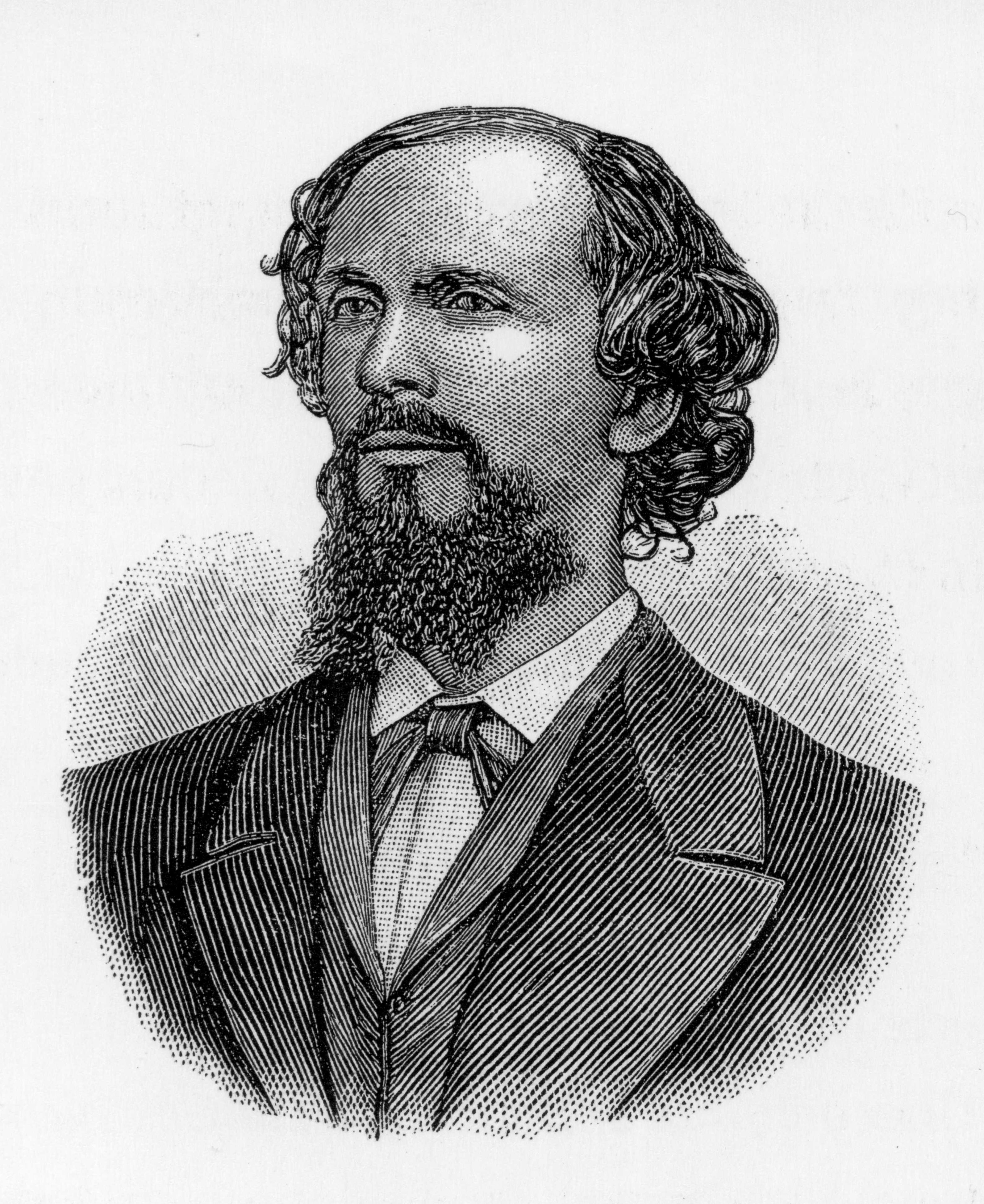
Karl Heinrich Ulrichs

Bevor der Begriff Homosexualität existierte, prägte der Ostfriese Karl Heinrich Ulrichs die Bezeichnung Uranismus. Er ging von einer natürlichen, nicht krankhaften Veranlagung aus und forderte daher die Straflosigkeit homosexueller Handlungen. Als Vorkämpfer der Homosexuellen-Bewegung trug er dies 1867 erstmals öffentlich vor.
Politisch besonders engagiert in der Lesben- und Schwulenbewegung sind heute Volker Beck und Günter Dworek, die zu den Vorreitern der Lesben- und Schwulenpolitik von Bündnis 90/Die Grünen zählen. Die Arbeit von Konstanze Gerhard konzentriert sich besonders auf die Situation von Lesben in der Arbeitswelt. Mehrere Auszeichnungen erhielt der Opernregisseur und Hochschullehrer Andreas Meyer-Hanno für seine Verdienste um die Schwulenemanzipation, darunter auch das Bundesverdienstkreuz. Hans-Peter Hoogen wurde 2005 von dem hessischen Ministerpräsidenten Roland Koch als erster Schwulenaktivist mit dem Hessischen Verdienstorden am Bande ausgezeichnet. Im gleichen Jahr erhielt auch Ernst-Detlef Mücke das Verdienstkreuz für seine Verdienste um die Gleichberechtigung und Achtung Homosexueller in Schule und Gesellschaft.

#### Sport
In vielen Sportarten, insbesondere in den Einzelsportarten, gibt es geoutete homosexuelle Profisportler. In den Mannschaftssportarten der Männer, insbesondere im Profifußball, schaut dies teilweise anders aus.
Im Jahr 2014 outete sich Thomas Hitzlsperger als erster Profifußballer, um die Diskussion über Homosexualität unter Profisportlern voranzubringen.

#### Unterhaltung

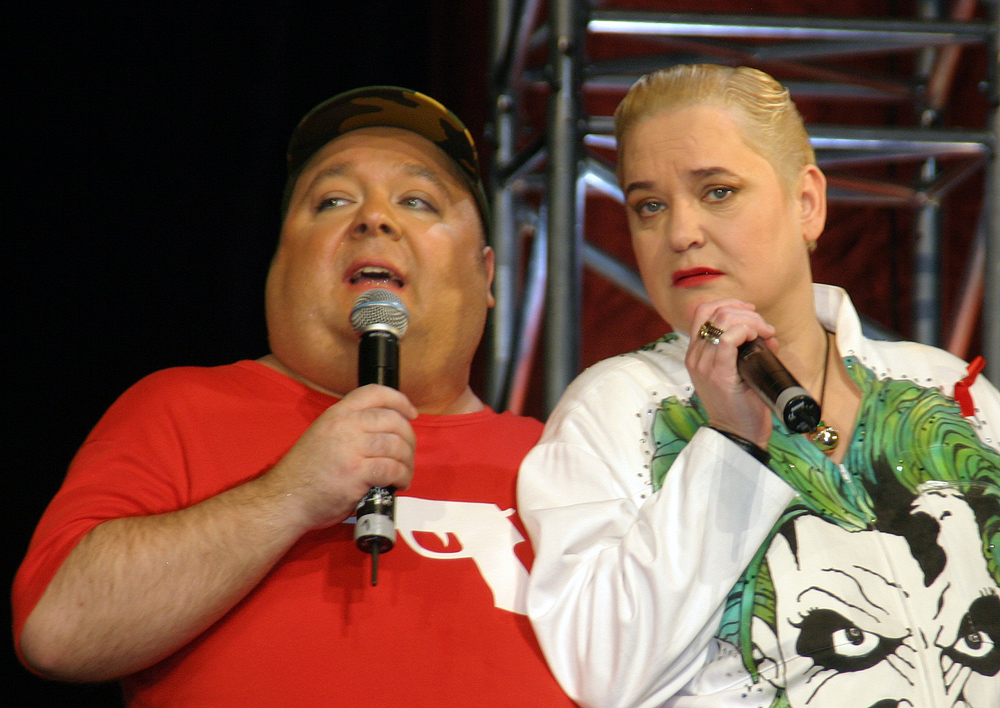
Dirk Bach und Hella von Sinnen

Zu den bekanntesten in der Lesben- und Schwulenbewegung aktiven Künstlern der Unterhaltungsbranche zählen Maren Kroymann, Hella von Sinnen, Georg Uecker, Hape Kerkeling und Lutz van der Horst.

#### Medien

Max Spohr

Um 1900 war Max Spohr der erste und seinerzeit einzige deutsche Buchhändler und Verleger, der im nennenswerten Umfang offene Publikationen rund um das Thema Homosexualität veröffentlichte. Adolf Brand gab die weltweit erste regelmäßig erscheinende schwule Zeitschrift Der Eigene (1896–1932) heraus.
Der Filmregisseur Rosa von Praunheim gilt als wichtiger Vertreter des postmodernen deutschen Films. Er war vor allem mit seinem Dokumentarfilm Nicht der Homosexuelle ist pervers, sondern die Situation, in der er lebt von 1970 Wegbereiter und einer der Mitbegründer der politischen Schwulen- und Lesbenbewegung in der Bundesrepublik Deutschland. Bekannte Journalisten sind Bettina Böttinger, Jan Feddersen, Matthias Frings, Dunja Hayali, Ines Pohl, Paul Ronzheimer, Werner Veigel, Wilhelm Wieben und Anne Will.

## Szene und Kultur

### Lokale Lesben- und Schwulenszenen
In vielen deutschen Großstädten existiert eine umfangreiche Lesben- und Schwulenszene, unter anderem in:

#### Berlin

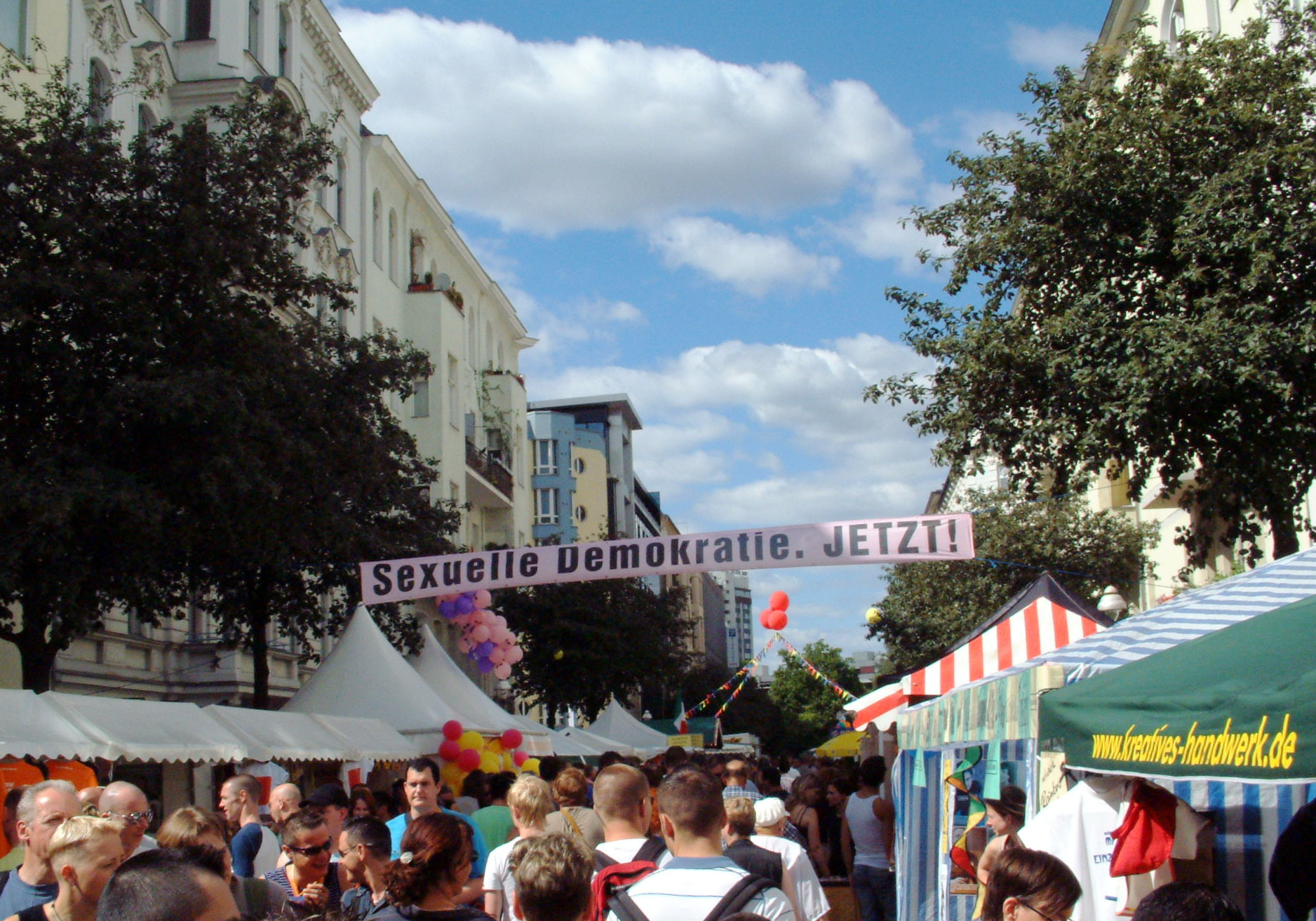
Lesbisch-schwules Stadtfest Berlin, 2006

Bereits in den 1920er Jahren war Berlin das Zentrum der deutschen Homosexuellenszene, und auch heute gilt die Stadt als eine der schwulen- und lesbenfreundlichsten. Die Anzahl der Homosexuellen in Berlin wird auf rund 300.000 geschätzt. Insbesondere der Berliner Ortsteil Schöneberg ist für seine hohe Konzentration an Schwulen und einer entsprechenden Infrastruktur rund um die Motzstraße bekannt und gilt als größtes schwul-lesbisches Quartier Berlins. Dort findet mit ca. 350.000 Besuchern auch das jährliche Lesbisch-schwule Stadtfest Berlin um den Nollendorfplatz statt. In den 1970er Jahren konzentrierte sich die Szene mehr um die im gleichen Kiez liegende Kulmer Straße. Ebenfalls reich an Infrastruktur sind die Berliner Ortsteile Prenzlauer Berg, Kreuzberg und Friedrichshain. Zu den langjährigen Berliner Schwulenbars zählen die Roses Bar und die Möbel Olfe in Kreuzberg, das Kumpelnest 3000 im Ortsteil Tiergarten sowie die Bar Zum Schmutzigen Hobby am RAW-Gelände in Friedrichshain. In der alternativen Homoszene ist neben dem Bauwagenplatz Schwarzer Kanal in Kreuzberg das seit 1981 bestehende Tuntenhaus im Prenzlauer Berg sehr bekannt, das ursprünglich aus einer Hausbesetzerszene hervorging. Das Schwule Museum im Ortsteil Tiergarten gibt in einen Einblick in die Geschichte der Lesben- und Schwulenbewegung.

#### München

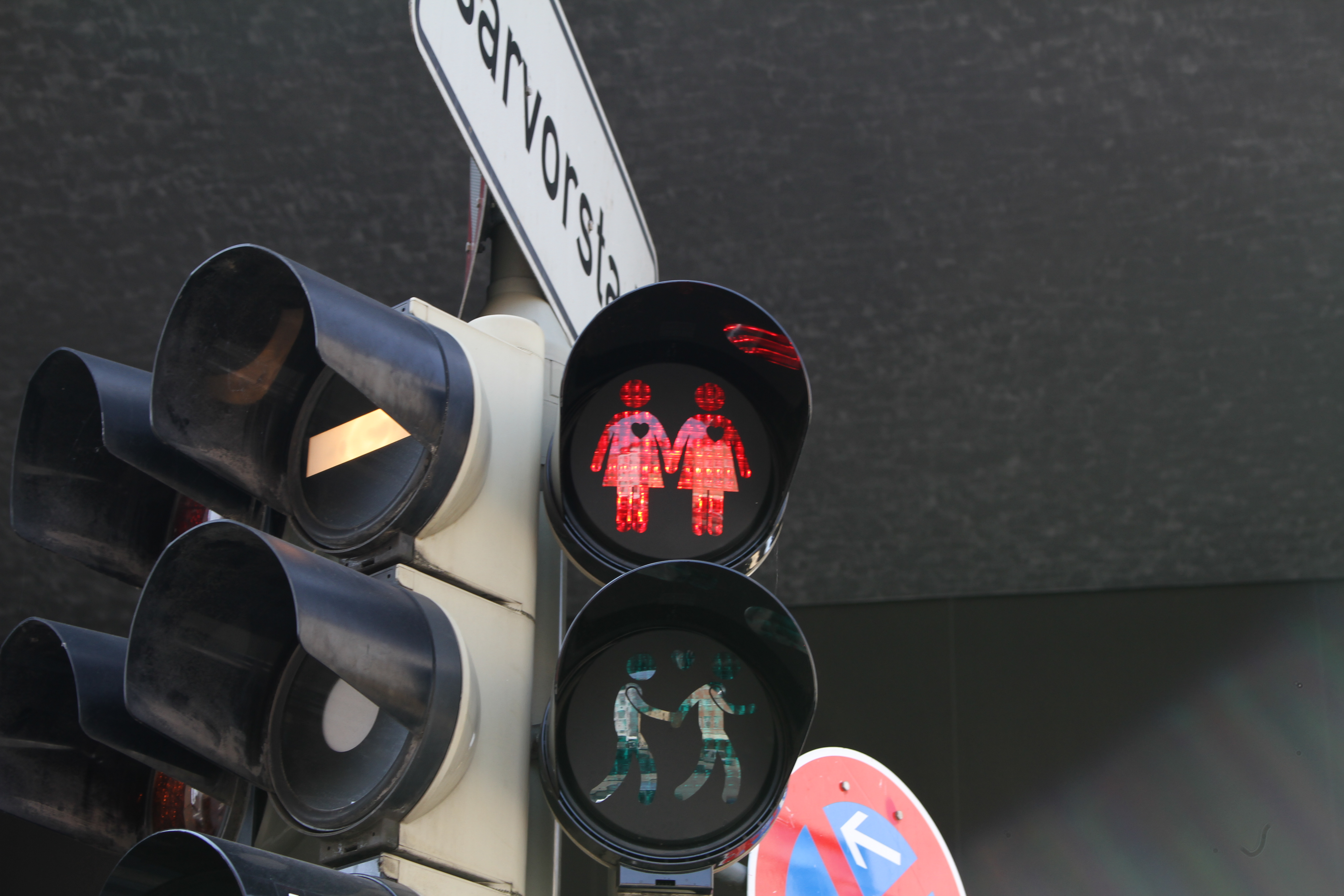
Lesbische Ampelfrauen in München, installiert zum CSD 2015

München war in den 1970er-Jahren die wichtigste Schwulenmetropole Deutschlands. Seit den 1960er Jahren entwickelte sich im Glockenbachviertel und rund um den Gärtnerplatz das Rosa Viertel, durch welches München in den 1980er Jahren zu einer der „vier schwulsten Metropolen der Welt“ neben San Francisco, New York und Amsterdam zählte. Insbesondere die Müllerstraße und die Hans-Sachs-Straße waren durch dutzende schwule Bars, Clubs und Lokale geprägt. International bekannt wurde unter anderem der Nachtclub Old Mrs. Henderson, in welchem der von 1979 bis 1985 in München lebende Freddie Mercury während der Feier zu seinem 39. Geburtstag das Musikvideo zu Living on my Own drehte. Weitere bekannte Szenelokale waren Pompon Rouge, Mandy's Club, der Nachtclub Pimpernel, die Bar Mylord, der Ochsengarten, Deutschlands erste Lederfetischkneipe, und das Hotel Deutsche Eiche. Zu den Stammgästen in vielen dieser Bars und Nachtclubs gehören Freddie Mercury, Rainer Werner Fassbinder, Walter Sedlmayr (der im Pimpernel seine späteren Mörder traf), Inge Meysel, Rudolph Moshammer, und die mit der Schwulen- und Lesbenszene verbundene Hildegard Knef. Auch wenn seit den 2000er Jahren die Anzahl der Schwulenbars und -clubs im Rosa Viertel stark zurückging, ist die Müllerstraße heute weiterhin das Zentrum der Münchner Schwulen- und Lesbenszene. Zu den regelmäßigen Veranstaltungen der Szene gehören der Christopher Street Day, der Gay Sunday auf dem Oktoberfest und das schwul-lesbische Weihnachtsfest Pink Christmas. Es wird geschätzt, dass die Anzahl der Schwulen und Lesben in München in die „Hunderttausende“ geht.

#### Köln
In den 1990er Jahren löste Köln München als Schwulenhochburg ab und wird seitdem auch als „Schwulen- und Lesbenhauptstadt Deutschlands“ bezeichnet. Sie ist das Zuhause von in etwa 100.000 homosexuellen Menschen. In Köln sind schwerpunktmäßig die Viertel rund um den Rudolfplatz sowie um den Heu- bzw. Alter Markt zu nennen. Die schwul-lesbische Gemeinde Kölns feiert in diesen beiden Zentren in der Woche vor dem Christopher Street Day und im August zwei separate Straßenfeste. Der Cologne Pride ist nach dem Karneval inzwischen die größte Veranstaltung in Köln. Im Jahr 2005 wurde Köln als Ausrichterin für die weltweite Lesben- und Schwulen Olympiade, die Gay Games 2010, ausgewählt.

#### Hamburg
Hamburg gilt als das norddeutsche Zentrum der Schwulenszene. Das Schwulenviertel von Hamburg ist der Stadtteil St. Georg, wo es abseits vom Kiez eine Anzahl schwul-lesbischer Bars, Cafés und Clubs gibt.

### Kontaktportale
Im Internet gilt Romeo (früher bekannt als Planetromeo und GayRomeo) mit rund zwei Millionen (Stand: Dezember 2022) weltweit registrierten Profilen (davon mit Stand September 2012 rund 380.000 in Deutschland, 29.000 in Österreich, 39.000 in der Schweiz und 19 in Liechtenstein) als das größte deutschsprachige, schwule Kontaktportal. Im September 2006 ist der Betrieb des Portals auf die Amsterdamer Firma PlanetRomeo B.V. übergegangen, um strafrechtliche Probleme aufgrund der im Vergleich zu anderen europäischen Ländern strengeren Jugendschutzbestimmungen in Deutschland zu vermeiden. Eine weitere Chatplattform ist der Gaychat.

### Vereine
Zu den größten schwul-lesbischen Sportvereinen in Europa gehören der Vorspiel SSL in Berlin, der Sport Club Janus e. V. in Köln und der Frankfurter Volleyball Verein mit Sitz in Frankfurt am Main. Er wurde 1985 gegründet und umfasst mittlerweile 15 verschiedene Sportarten. Besonderheiten des Vereins sind zum Beispiel die Sportabteilung mit speziellen Angeboten für HIV-Positive und das Synchronschwimmen für Männer. Der Chor Die Schrillmänner aus Karlsruhe befasst sich neben dem Gesang auch intensiv mit politischen Anliegen.
Auch im volkstümlichen Bereich existieren mehrere homosexuelle Vereine. Traditionelles bayerisches Schuhplatteln wird von der Münchner Gruppe Schwuhplattler ausgeübt. Der erste schwule Karnevalsverein nennt sich Rosa Funken und wurde 1995 in Köln gegründet.
Aufgrund der offen gelebten Homosexualität von Peter Plate und politischer Aktivitäten der Band genießen Rosenstolz sowie die Entertainer Hella von Sinnen und Dirk Bach hohe Popularität in der Szene. Marianne Rosenberg ist seit den 1980er Jahren in der Schwulenbewegung populär und engagiert sich seit vielen Jahren für den Kampf gegen AIDS.

## Geschlechtliche Unterschiede zwischen (Diskriminierungs-)Erfahrungen
Da es in der Geschichte, wie auch heutzutage noch soziale Unterschiede zwischen den Geschlechtern gibt, wird gleichgeschlechtliches Begehren abhängig vom Geschlecht gesellschaftlich ungleich bewertet, wodurch Homosexuelle ihrem Geschlecht entsprechend andere Diskriminierungserfahrungen machten und machen.

### Lesben
Da Frauen lange Zeit bescheidene Möglichkeiten hatten, sich gesellschaftlich zum Ausdruck zu bringen, lassen sich nur wenige aussagekräftige Quellen zu lesbischen Lebenswelten finden. Homosexuelle Frauen wurden häufig unsichtbar gehalten und ignoriert, was damit einher ging, dass weibliche Sexualität allgemein klein gehalten wurde. Dies spiegelt sich in der Wissenschaft wider: erst seit der letzten 15 Jahre, fanden Lesben in der Forschung weitgehend Berücksichtigung.

### Schwule
Gegen homosexuelle Männer wurde zeitweise sehr explizit vorgegangen. Anders als Lesben gaben die Nationalsozialisten schwulen Männern eine besondere Winkel-Kennzeichnung und im Strafgesetzbuch wurden homosexuelle Handlungen (unter Männern) unter Strafe gesetzt.
Die männliche Homosexualität ist anders als die weibliche während der „AIDS-Krise“ stigmatisiert worden. Homosexuelle Männer litten während dieser Zeit gehäuft unter Angst vor umfangreicher sozialer Ausgrenzung.

## Medien

### Filme
Für Filme mit schwul-lesbisch-transgender Hintergrund wird seit 1987 jährlich der Teddy Award am Vorabend der Verleihung des Goldenen Bären im Rahmen der Berlinale in Berlin vergeben.
Rosa von Praunheim drehte zahlreiche Filme, die Homo- oder Transsexualität thematisieren, darunter 1971 die bahnbrechende Produktion Nicht der Homosexuelle ist pervers, sondern die Situation, in der er lebt und 1992 Ich bin meine eigene Frau, nach der Autobiographie der Charlotte von Mahlsdorf. Im ersteren Film wird das Subkultur-Leben vieler Schwuler Anfang der 1970er, unmittelbar nach der Legalisierung, mit all seinen Konsequenzen behandelt. Der umstrittene Film wurde zum Auslöser für die Entstehung der modernen Schwulenbewegung im deutschsprachigen Raum.
Noch 1973 wurde der Film Ludwig II. von Luchino Visconti durch die Produzenten Ugo Santalucia und Dieter Geißler von vier auf drei Stunden – und nach Protesten, die auf die Uraufführung folgten – durch den Münchner Gloria-Filmverleih von Ilse Kubaschewski eigenmächtig auf zwei Stunden gekürzt, wobei sämtliche Szenen herausgeschnitten wurden, die Ludwigs Homosexualität betrafen (siehe: Filmfassungen und Zensur von Viscontis Ludwig-Film).
In dem Film Taxi zum Klo schildert der Regisseur Frank Ripploh 1980 einen Teil seines eigenen Lebens als schwuler Lehrer. Der mit einem Minimalbudget gedrehte Film ist in der Szene mittlerweile zum Kultfilm avanciert. Ähnlich Rainer Werner Fassbinders letzter Film Querelle (1982), dessen Ästhetik an Tom of Finland erinnert.
In der DDR wurde das Thema Homosexualität erstmals 1989 in dem Spielfilm Coming Out aufgegriffen.
Zu den erfolgreichsten deutschen Film- und Fernsehproduktionen mit Homosexualität als zentralem Thema zählen die Serien Berlin Bohème, Montagsgeschichten, Montagskinder, Von Mann zu Mann sowie die Spielfilme Sommersturm und Der bewegte Mann. Letzterer basiert auf dem Comic des Karikaturisten Ralf König, der schwule Themen einem breiten Mainstream auch über die Grenzen von Deutschland und Mitteleuropa hinaus bekannt gemacht hat.
Bekannt wurden auch Filme mit regionalem Bezug wie der 1993 erschienene Off-Mainstream-Film Prinz in Hölleland, der sich vor allem durch die authentische Darstellung der alternativen schwulen Subkultur von Berlin-Kreuzberg zu Anfang der 1990er Jahre auszeichnet, oder die Dokumentation Ich kenn keinen – Allein unter Heteros aus dem Jahr 2003, in dem Schwule aus ländlichen Regionen, überwiegend aus Baden-Württemberg, begleitet und deren soziales Umfeld dargestellt werden.

### Hörfunk
Nach eigenen Angaben ist der seit 2003 existierende private Hörfunksender Blu.FM aus Berlin die erste schwul-lesbische Radiostation in Deutschland. Als erste lesbisch-schwule Hörfunksendung galt Eldoradio, die ab 1985 ebenfalls aus Berlin sendete.

### Fernsehen
Ab dem 1. November 2008 stand mit TIMM ein flächendeckender deutschsprachiger Fernsehsender zur Verfügung, der sein Programm auf homosexuelle Männer ausgerichtet hatte. Der TV-Sender befindet sich derzeit in einem Insolvenzverfahren und ist inzwischen nur noch über die Plattform Zattoo zu empfangen.

### Printmedien
Der Eigene nannte sich die weltweit erste Zeitschrift mit homosexuellen Themen. Sie wurde von 1896 bis 1932 von dem Berliner Adolf Brand herausgegeben. Mit dem 1. StrRG und der ersten Reform des § 175 (25. Juni 1969) wurde das Erscheinen von homosexuellen Zeitschriften in der Bundesrepublik Deutschland möglich: DU&ICH ab Oktober 1969 bis heute, ursprünglich geprägt von Alexander Ziegler sowie him ab April 1970 bis 1981, geprägt von Hans Eppendorfer, und DON ab Mai 1970 bis 1995, ursprünglich geprägt von Jens M. A. Reimer. Zwischen 1975 und 1982 spielte die Lesbenpresse für die Lesbenbewegung in Westdeutschland eine besondere Rolle. Gegenwärtig existieren auch mehrere Gratis-Magazine, unter anderem Box, Rik, GAB, der Hinnerk, blu oder Siegessäule. Die L-Mag ist gegenwärtig im deutschsprachigen Raum das einzige Magazin, das speziell auf Lesben ausgerichtet ist und im Handel käuflich zu erwerben ist.
Der 1995 gegründete Querverlag bezeichnet sich selbst als „Deutschlands erster lesbisch-schwuler Buchverlag“. Zudem gehörte seit 1981 der Bruno Gmünder Verlag zu den führenden Verlagen homosexueller Medien.

## Christopher Street Day

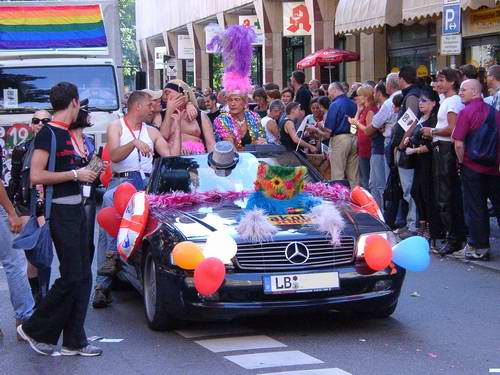
CSD in Stuttgart, 2002

Die ersten deutschen Christopher Street Days fanden 1979 in Berlin (mit 400 teils vermummten Teilnehmern) und Bremen statt. Größere Lesben- und Schwulendemonstrationen gibt es in Deutschland allerdings schon seit 1972 (die erste in der Bundesrepublik Deutschland am 29. April 1972 in Münster). Mittlerweile wird in nahezu jeder größeren Stadt ein CSD veranstaltet. Mit ca. einer Million Teilnehmern war der Umzug in Köln zum Europride 2002 europaweit der größte. Jedes Jahr kommen in Köln zur Abschlussparade des Cologne Pride 600.000 bis 700.000 Zuschauer und Teilnehmer zusammen. Begleitet werden die Paraden häufig von Prominenten und Politikern wie dem Bundestagspräsidenten Wolfgang Thierse, der ehemaligen Bundesministerin Renate Künast, dem ehemaligen regierenden Bürgermeister von Berlin Klaus Wowereit, der Frankfurter Oberbürgermeisterin Petra Roth, dem hessischen Ministerpräsidenten Roland Koch oder der Grünen-Vorsitzenden Claudia Roth. Ranghöchster Teilnehmer war im Jahr 2005 der damalige Bundesaußenminister und Vizekanzler Joschka Fischer. In den meisten Städten wird zudem die Schirmherrschaft von lokalen Politikern (in der Regel Oberbürgermeister) übernommen.
Aufgrund der zunehmenden Kommerzialisierung hatte sich in Berlin-Kreuzberg zeitweilig der jährliche Transgeniale CSD als politischere Alternative etabliert.